# Fellingsbrodräkten

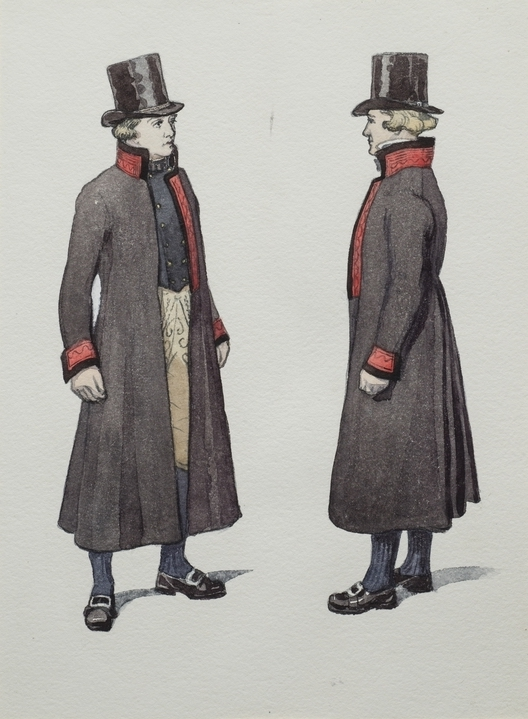
Högtidsdräkt för man, Fellingsbro socken.

Fellingsbrodräkten är en folkdräkt (eller bygdedräkt) från Fellingsbro socken i Västmanland.
Rocken är uteslutande karakteristisk för Fellingsbro socken. Nordiska museet innehar en fullständig mansdräkt från Fellingsbro

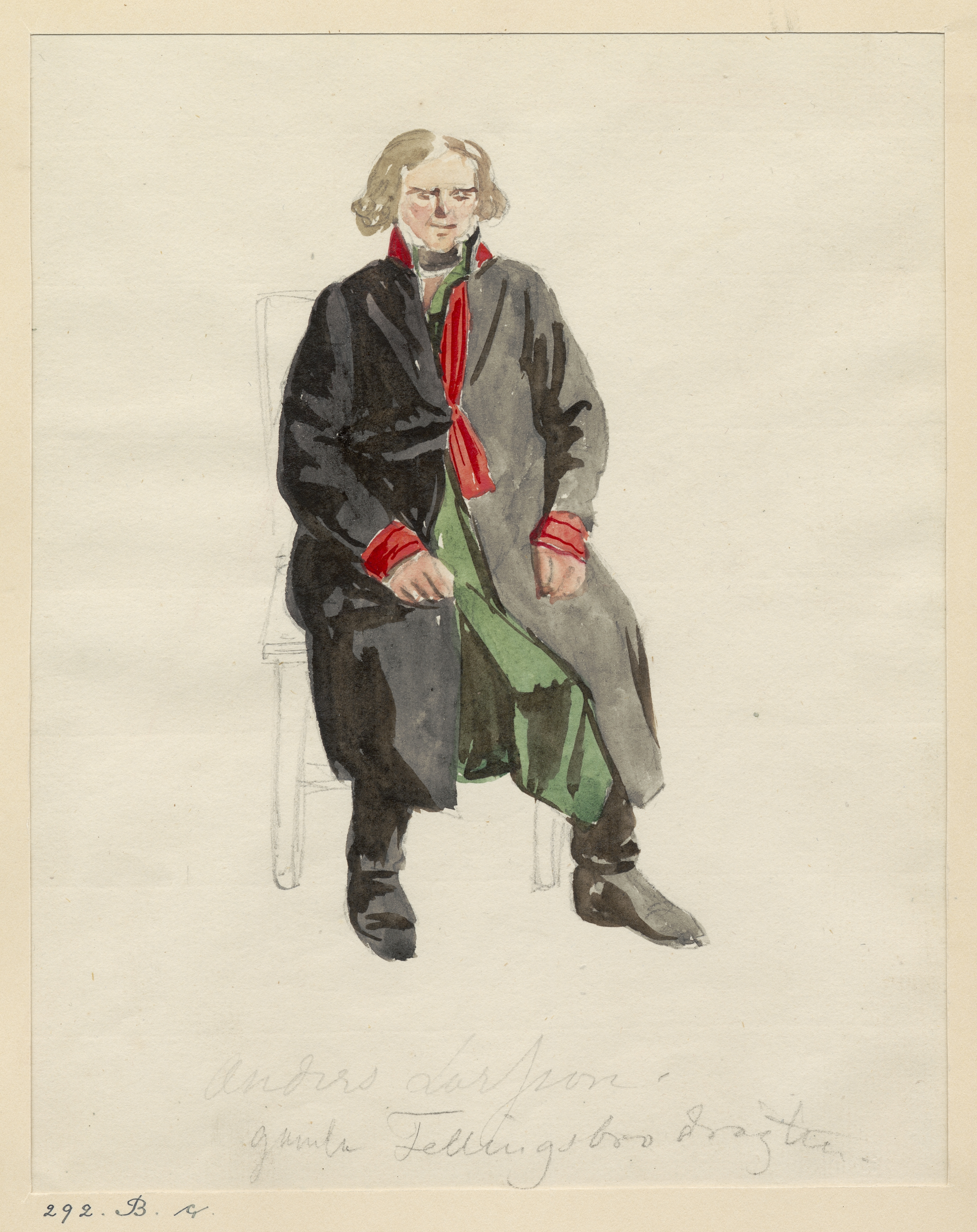
Akvarell Gamla Fellingsbrodräkten. (sittande). Västmanland. Fellingsbro sn. Akvarell av J. W - Nordiska museet - NMA.0051700 (1)

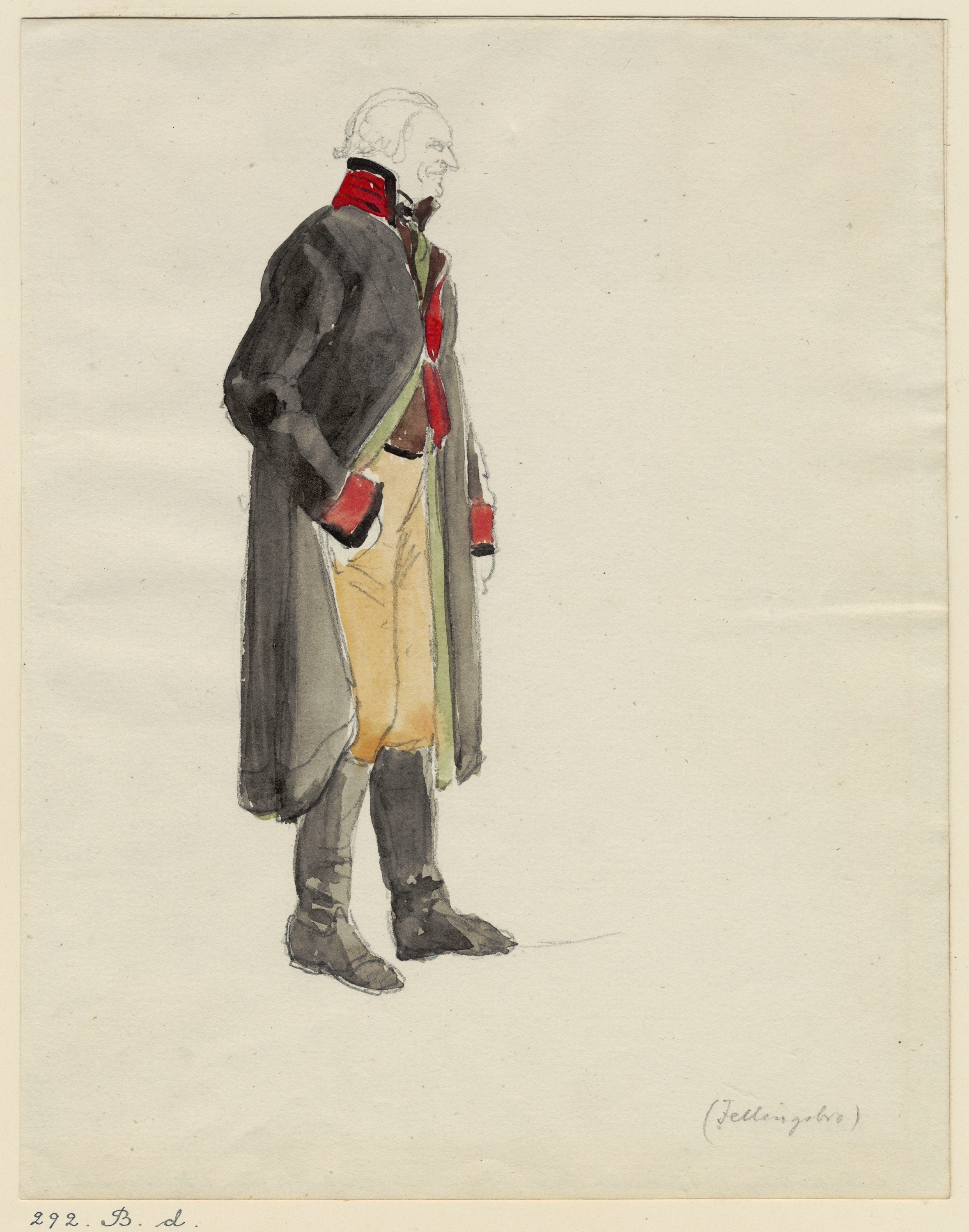
Akvarell Mansdräkt från Fellingsbro (från sidan). Västmanland. Fellingsbro sn. Akvarell av J. W - Nordiska museet - NMA.0051698 (1)

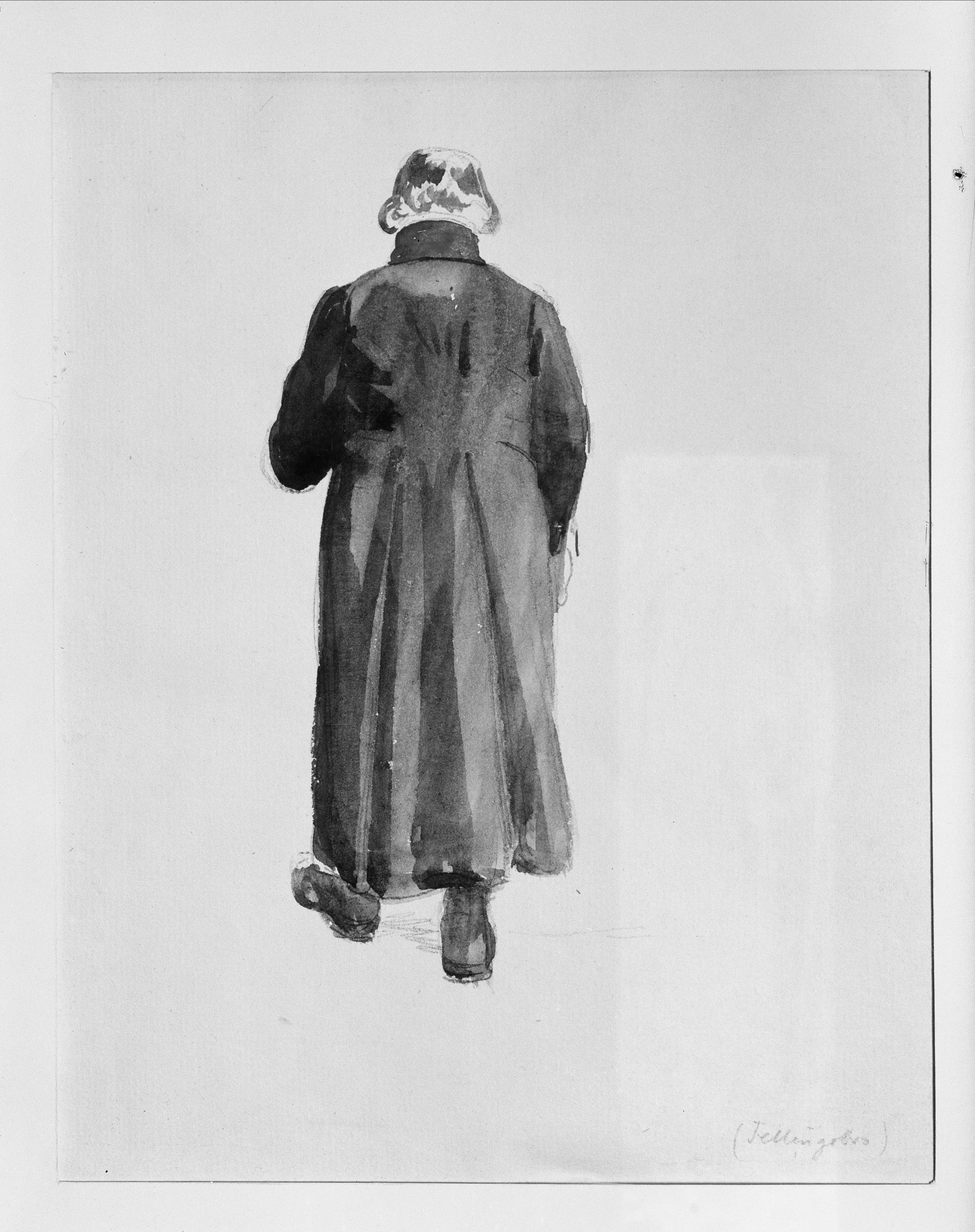
Akvarell Mansdräkt från Fellingsbro. (bakifrån). Västmanland. Fellingsbro sn. Akvarell av J. W - Nordiska museet - NMA.0051699 (2)